# Janko Justin
Janko Justin je bio hrvatski nogometaš, nogometni sudac i nogometni dužnosnik iz Zagreba.

## Nogometaška karijera
Igrao je za zagrebački klub HAŠK s kojim je bio jesenski prvak prvenstva Hrvatske i Slavonije sezone 1912./13., a suigrači su mu bili Vladimir Šuput, Hugo Kuderna, Ivan Banfić, Oto Behrman, Ivan Lipovšćak, Mihajlo Mujdrica, Dragan Kastl, Dragutin Štancl, Leo Gollob, Tomo Hombauer.
Sudionik je nogometne utakmice HAŠK-a i Northern Universityja, poznate kao prvo gostovanje engleske nogometne momčadi u Zagrebu. U 42. minuti postigao je jedini pogodak na utakmici (prema nekim izvorima Dragan Kastl).

## Sudačka karijera
Bio je nogometni sudac međunarodne reputacije. Sudio je utakmice prvenstva Kraljevine SHS 1923. i 1924. godine.

## Dužnosnička karijera
Bio je glavni tajnik Hrvatskog nogometnog saveza od 1918. do 1919. godine.